# ISO 3166-2:BL
ISO 3166-2:BL é a entrada para São Bartolomeu em ISO 3166-2, parte do padrão ISO 3166 publicado pela Organização Internacional para Padronização (ISO), que define códigos para os nomes das principais subdivisões (por exemplo, províncias ou estados) de todos os países codificados em ISO 3166-1.
Atualmente não há códigos ISO 3166-2 estão definidos na entrada para São Bartolomeu. O território não tem as subdivisões definidas.
São Bartolomeu, é um territorio ultramarino da França, é oficialmente atribuído a ISO 3166-1 alfa-2 código BL desde 2007, após a sua separação de Guadalupe. Além disso, também é atribuído a ISO 3166-2 de código FR-BL sob a entrada para a França.

## Mudanças
As seguintes alterações para a entrada foram anunciadas em boletins pela ISO 3166/MA desde a primeira publicação da ISO 3166-2, em 1998:
| Boletim | Data da publicação     | Descrição da alteração no boletim                                                   |
| ------- | ---------------------- | ----------------------------------------------------------------------------------- |
| I-9     | 28 de novembro de 2007 | A adição de uma nova entrada. (em conformidade com a norma ISO 3166-1 Boletim VI-1) |